# چکاوک سردم‌سیاه

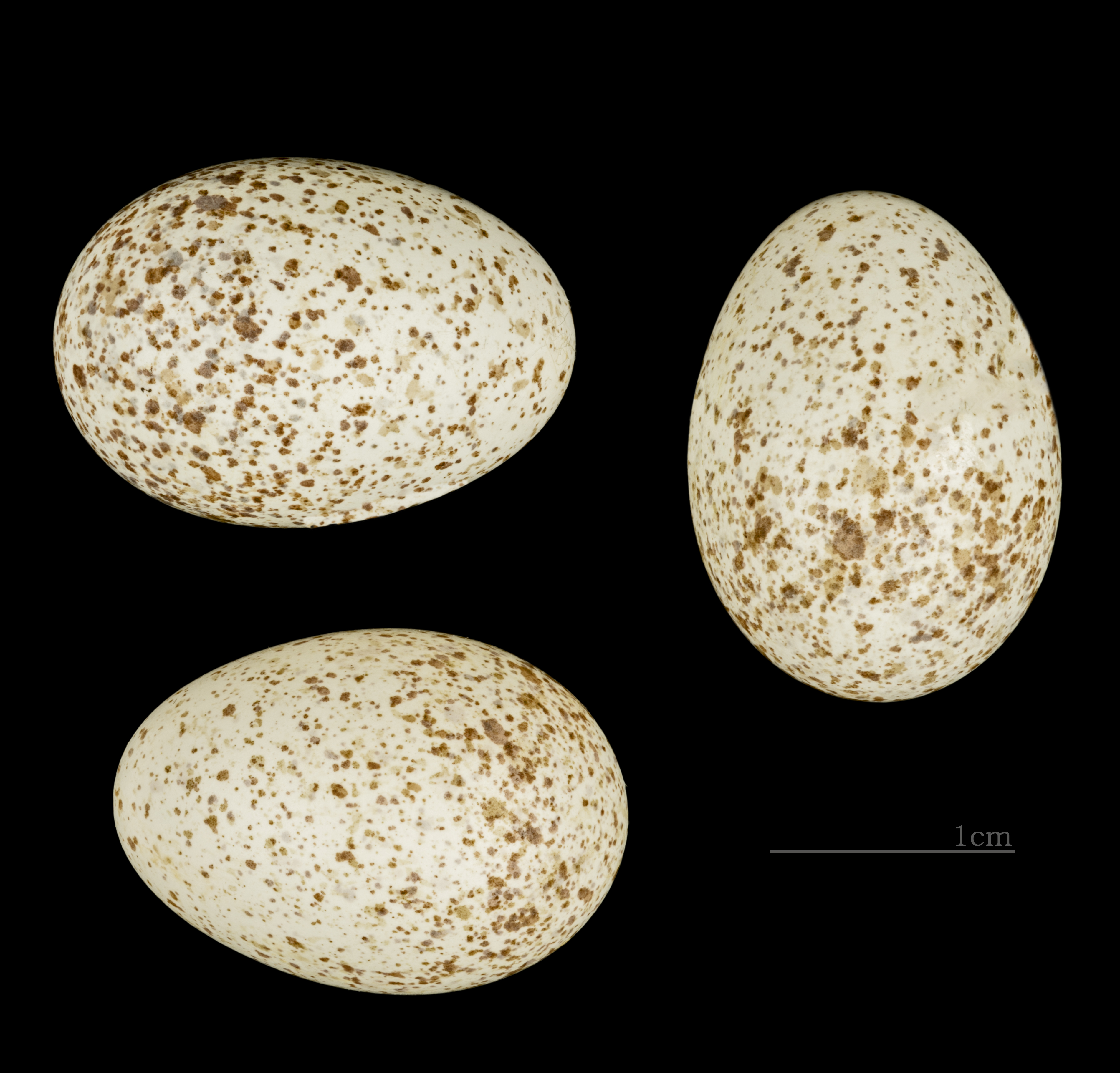
Ammomanes cincturus arenicolor

چکاوک سردم سیاه (نام علمی: Ammomanes Cincturus) پرنده‌ای از راستهٔ گنجشکسانان و از تیرهٔ چکاوکیان که ۱۳ سانتیمتر طول دارد. شبیه به چکاوک سنگلاخ و کمی از آن کوچکتر است. این پرنده در شمال افریقا، ایتالیا و خاورمیانه یافت می‌شود و در ایران در مناطق کویری و شرق زیست می کند.